# Anfører (fodbold)
Anføreren for et fodboldhold, nogle gange kendt som kaptajnen er et holdmedlem valgt til at være holdets leder på banen. Det er ofte en af de ældre eller mere erfarne medlemmer af holdet, eller en spiller, der kan påvirke et spil meget eller har gode lederegenskaber. Holdkaptajnen kan normalt identificeres ved at denne bære et armbind.

## Ansvar
Det eneste officielle ansvar en anfører har, der er specificeret i spillets love, er at deltage i møntkastet inden kickoff  (sådan at der kan vælges ender) og inden en straffesparkskonkurrence . I modsætning til hvad der sommetider er sagt, har kaptajner ingen særlig myndighed i henhold til lovene til at udfordre en afgørelse fra dommeren. Dommere kan dog tale med kaptajnen på et hold om holdets generelle adfærd, når det er nødvendigt.